# Reök Andor
Greifenbergi Reök Andor (Szeged, 1899. január 20. – Újvidék, 1944. november) agrármérnök, a Magyar Közművelődési Egyesület elnöke, Szabadka és Baja főispánja 1941 és 1944 között, horgosi birtokos.

## Élete
A nemesi származású greifenbergi Reök család sarja. Apja, greifenbergi Reök Iván (1855–1923) vízügyi mérnök, királyi főmérnök, a szegedi Reök-palota építtetője, tulajdonosa, földbirtokos, anyja, a tószegi születésű nemes Kelemen Berta Ida (1861–1945) úrnő volt. Apai nagyapja, Reök István (1816–1877), ügyvéd, földbirtokos, Békés-megye bizottmányi tagja, békéscsabai királyi közjegyző, és apai nagyanyja, a Trencsén vármegyei nemesi származású rozváczi Omazta családból való, rozváczi Omazta Mária Terézia (1833–1906) úrnő volt. Anyai dédszülei rozváczi Omazta Zsigmond (1801–1867), a csabai uradalom ügyésze, táblabíró, majd Békésmegye alkotmányos első alispánja, és terényi Stummer Mária (1803–1832) úrnő voltak. Reök Andor fivére, vitéz Reök Etele (1886–1964), ezredes volt.
Keszthelyen végezte tanulmányait az agrártudományi egyetemen. Apja halála után, 1923-ban ő vette át a horgosi birtok vezetését. Jugoszlávia felbomlása után (1941-ben) Szabadka ismét Magyarországhoz került; 1941. augusztus 13-án a kormányzó a belügyminiszter Előterjesztésére dr. Reök Andor földbirtokos, horgosi lakost Szabadka szabad királyi törvényhatósági jogú város főispánjává kinevezte. 1941 és 1944 között Szabadka és Baja város főispánja volt.
A háború után, amikor a volt magyar hatóságokat kínozták és kivégezték, az elterjedt monda szerint dr. Reök Andor volt szabadkai főispánt átcsalták, és pár hét múlva az újvidéki báni palota erkélyéről ledobták; valójában Reök Andor főispánt nem végezték ki, mert fogságában öngyilkos lett: levetette magát a fogház emeletéről 1944 novemberében.

## Házassága
Felesége, Vojnits Erzsébet (Szabadka, 1906. jún. 12. – München, 1970. dec. 18.), a szabadkai MANSZ elnöke volt.